# ウィーン気質
『ウィーン気質』（ウィーンかたぎ、ドイツ語: Wiener Blut）作品354は、ヨハン・シュトラウス2世が作曲したウィンナ・ワルツ。
シュトラウス2世の「十大ワルツ」のひとつに数えられる作品である。

## 楽曲解説

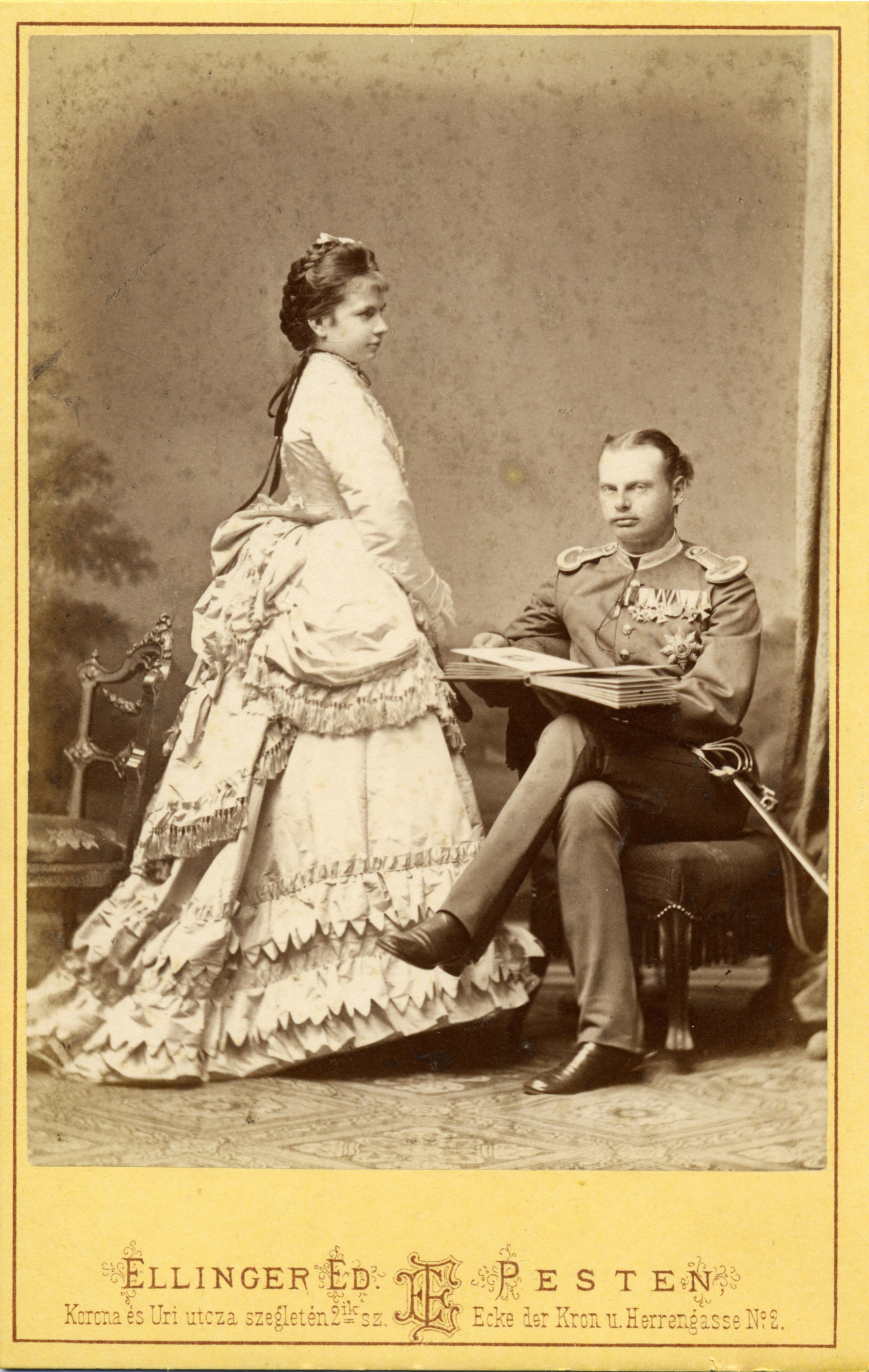
レオポルト王子とギーゼラ大公女（1872年）

1873年4月20日、オーストリア＝ハンガリー皇帝フランツ・ヨーゼフ1世の長女ギーゼラとバイエルン王子レオポルトの結婚式が執り行われた。4月22日、この婚礼を祝うためにウィーン楽友協会黄金の間で催された「宮廷オペラ舞踏会」において初演された。本来この舞踏会はウィーン宮廷歌劇場において催されるべきであったが、当時はまだ舞踏会の設備が整っていなかったためにウィーン楽友協会を会場として開かれた。この初演の時、ヨハン・シュトラウス2世は初めてウィーン・フィルハーモニー管弦楽団を指揮した。
シュトラウス2世はこのワルツに、皇女の婚礼とは無関係な『ウィーン気質』という曲名を与えた。翌月5月1日にはウィーン万博の開幕式が迫っており、この曲は婚礼の祝典のみならずウィーン万博の門出をも飾る結果となった。

## ニューイヤーコンサート
ウィーンフィル・ニューイヤーコンサートへの登場は以下の通りである。
- 1941年 - クレメンス・クラウス指揮
- 1951年 - クレメンス・クラウス指揮
- 1955年 - ヴィリー・ボスコフスキー指揮
- 1958年 - ヴィリー・ボスコフスキー指揮
- 1960年 - ヴィリー・ボスコフスキー指揮
- 1971年 - ヴィリー・ボスコフスキー指揮
- 1980年 - ロリン・マゼール指揮
- 1984年 - ロリン・マゼール指揮
- 1990年 - ズービン・メータ指揮
- 2002年 - 小澤征爾指揮